# Raffaele D'Aquino
Raffaele D'Aquino (Trani, 23 novembre 1903 – Pisa, 27 febbraio 1976) è stato un allenatore di calcio e calciatore italiano, di ruolo mediano.
Nel 1942-'43 allenò il Siracusa in Serie C, concludendo alle spalle della zona spareggi per la promozione.

## Statistiche

### Statistiche da allenatore
| Stagione  | Squadra  | Campionato | Piazzamento | Andamento | Andamento | Andamento | Andamento | Andamento  |
| Stagione  | Squadra  | Campionato | Piazzamento | Giocate   | Vittorie  | Pareggi   | Sconfitte | % vittorie |
| --------- | -------- | ---------- | ----------- | --------- | --------- | --------- | --------- | ---------- |
| 1942-1943 | Siracusa | C          | 2º          | 15        | 11        | 2         | 2         | 73,33      |
| Totale    | Totale   | Totale     | Totale      | 15        | 11        | 2         | 2         | 73,33      |

## Palmarès

### Giocatore

#### Competizioni nazionali
- Prima Divisione: 2

Novara: 1926-1927
Pisa: 1933-1934